# Beto Carrero World

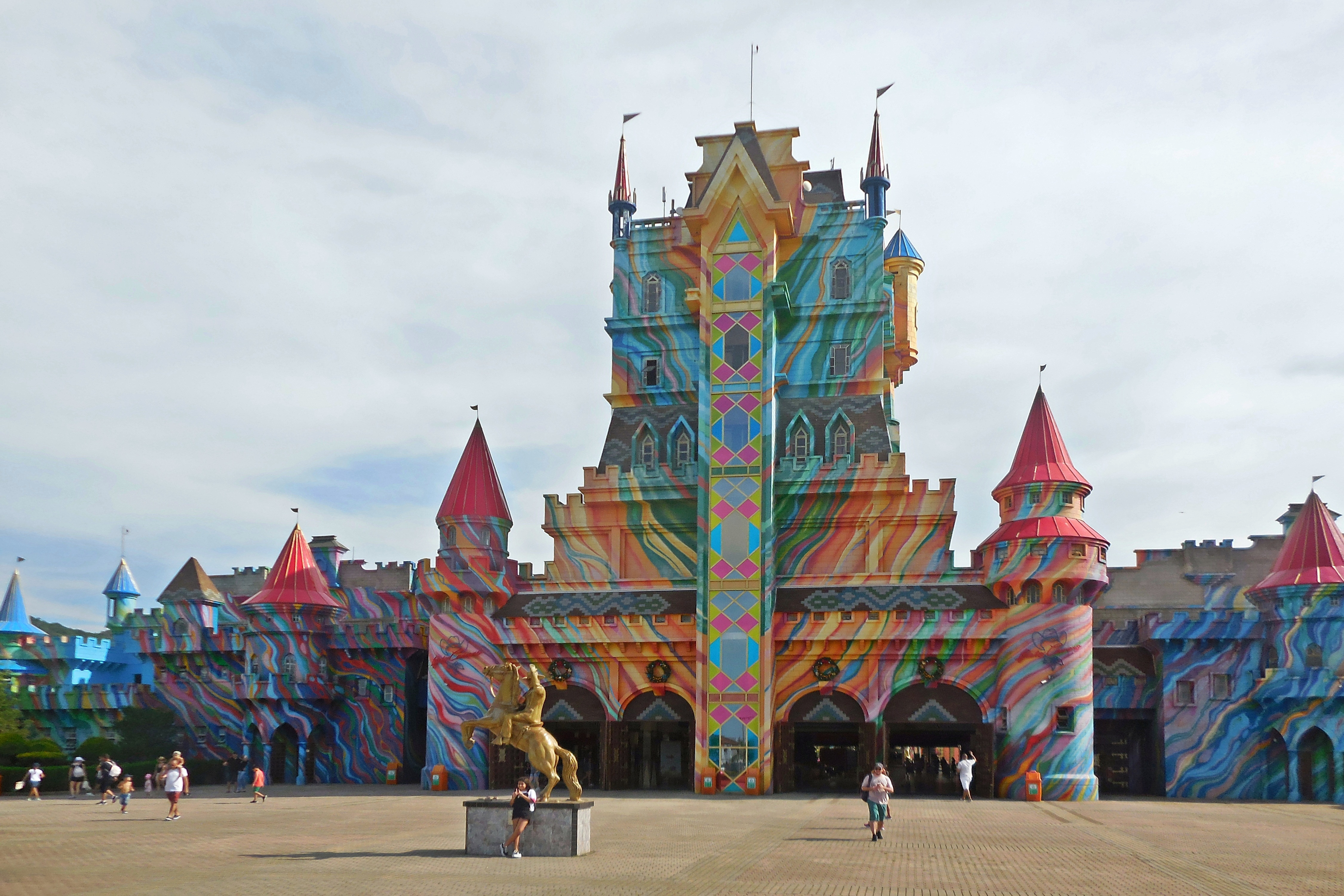
Chateau de Beto Carrero World.

Beto Carrero World est un parc d'attractions situé dans la ville de Penha, Santa Catarina, Brésil. C'est le plus grand parc de ce type en Amérique latine et parmi les plus grands au monde avec une surface de 1 400 ha (14 km²) dont 200 ha construits. Depuis son ouverture en 1991, plus de dix millions de visiteurs ont été accueillis.
Beto Carrero World fut fondé par João Batista Sérgio Murad. En supplément du parc à thèmes, on trouve un parc zoologique comprenant plus de 700 animaux.
Le parc est divisé en plusieurs zones thématiques ; Avenue des Nations, Radical Adventure, Pirate Island, Animal World, Fantasy Land, le Wild West, le village allemand et un zoo.

## Lesmontagnes russes
| Nom de l'attraction | Type                             | Constructeur | Année d'ouverture | Photo |
| ------------------- | -------------------------------- | ------------ | ----------------- | ----- |
| Dum-Dum             | Montagnes russes en métal junior |              | 2007              |       |
| Firewhip            | Inversées SLC 689                | Vekoma       | 2008              |       |
| Star Mountain       | Montagnes russes en métal        | Vekoma       | 1993              |       |
| Tigor Mountain      | Montagnes russes en métal junior | Vekoma       | 2007              |       |

## Lesattractions aquatiques
| Nom de l'attraction               | Type              | Constructeur | Année |
| --------------------------------- | ----------------- | ------------ | ----- |
| Madagascar Crazy River Adventure! | Rivière en bouées |              |       |
| Tchibum                           | Bûches            |              |       |